# Campionati del mondo di ciclismo su strada 2016 - Gara in linea maschile Elite
La gara in linea maschile Elite dei Campionati del mondo di ciclismo su strada 2016 si svolse il 16 ottobre 2016 con partenza ed arrivo a Doha, in Qatar, su un percorso suddiviso in un tratto iniziale in linea di 151 km, seguito da un circuito di 15,2 km da ripetere 7 volte per un totale di 257,5 km. La vittoria fu appannaggio dello slovacco Peter Sagan, campione in carica che, con il tempo di 5h40'43", riuscì ad imporsi in una volata a ranghi ristretti davanti al britannico Mark Cavendish e al belga Tom Boonen.
Sul traguardo di Doha 53 ciclisti, su 199 partenti, portarono a termine la competizione.

## Squadre e corridori partecipanti
| N.      | Cod. | Squadra         |
| ------- | ---- | --------------- |
| 1-3     | SVK  | Slovacchia      |
| 4-12    | ESP  | Spagna          |
| 13-19   | COL  | Colombia        |
| 20-28   | GBR  | Gran Bretagna   |
| 29-37   | FRA  | Francia         |
| 38-46   | BEL  | Belgio          |
| 47-55   | AUS  | Australia       |
| 56-64   | ITA  | Italia          |
| 65-73   | NLD  | Paesi Bassi     |
| 74-81   | CHE  | Svizzera        |
| 82-90   | NOR  | Norvegia        |
| 91-96   | DEU  | Germania        |
| 97-102  | RUS  | Russia          |
| 103-105 | IRL  | Irlanda         |
| 106-111 | USA  | Stati Uniti     |
| 112-117 | DNK  | Danimarca       |
| 118-123 | CZE  | Repubblica Ceca |
| 124-129 | UKR  | Ucraina         |
| 130-135 | POL  | Polonia         |
| 136-138 | PRT  | Portogallo      |
| 139-141 | SVN  | Slovenia        |
| 142-147 | ERI  | Eritrea         |
| 148-150 | KAZ  | Kazakistan      |
| 151-153 | EST  | Estonia         |

| N.      | Cod. | Squadra       |
| ------- | ---- | ------------- |
| 154-155 | AUT  | Austria       |
| 156-158 | MAR  | Marocco       |
| 159-160 | NZL  | Nuova Zelanda |
| 161-163 | DZA  | Algeria       |
| 164-169 | CAN  | Canada        |
| 170-172 | LTU  | Lituania      |
| 173-175 | BLR  | Bielorussia   |
| 176-178 | ZAF  | Sudafrica     |
| 179-181 | ARG  | Argentina     |
| 182-183 | LUX  | Lussemburgo   |
| 184-185 | JPN  | Giappone      |
| 186-187 | LVA  | Lettonia      |
| 188     | HKG  | Hong Kong     |
| 189     | AZE  | Azerbaigian   |
| 190     | RWA  | Ruanda        |
| 191     | ROU  | Romania       |
| 192     | MEX  | Messico       |
| 193     | GRC  | Grecia        |
| 194     | TUN  | Tunisia       |
| 195     | ETH  | Etiopia       |
| 196     | URY  | Uruguay       |
| 197     | SWE  | Svezia        |
| 198     | MNG  | Mongolia      |
| 199     | FIN  | Finlandia     |

## Ordine d'arrivo (Top 10)
| Pos. | Corridore          | Squadra     | Tempo    |
| ---- | ------------------ | ----------- | -------- |
| 1    | Peter Sagan        | Slovacchia  | 5h40'43" |
| 2    | Mark Cavendish     | G. Bretagna | s.t.     |
| 3    | Tom Boonen         | Belgio      | s.t.     |
| 4    | Michael Matthews   | Australia   | s.t.     |
| 5    | Giacomo Nizzolo    | Italia      | s.t.     |
| 6    | E. Boasson Hagen   | Norvegia    | s.t.     |
| 7    | Alexander Kristoff | Norvegia    | s.t.     |
| 8    | William Bonnet     | Francia     | s.t.     |
| 9    | Niki Terpstra      | Paesi Bassi | s.t.     |
| 10   | Greg Van Avermaet  | Belgio      | s.t.     |